# Gejza Kocsis
Gejza Kocsis (né Géza Kocsis le 25 novembre 1910 à Pozsony en Hongrie et mort le 12 mars 1958) était un joueur de football international tchécoslovaque (slovaque) naturalisé hongrois.
Il est surtout connu pour avoir terminé meilleur buteur du championnat de Tchécoslovaquie lors de la saison 1933 avec 23 buts.

## Palmarès
- Tchécoslovaquie Championnat de Tchécoslovaquie :
  - Meilleur buteur : 1932-33 (23 buts).

- Championnat de Hongrie :
  - Vainqueur : 1934-35 et 1938-39.

- Coupe Mitropa :
  - Vainqueur : 1939